# María Reyes Vázquez
María Reyes Vázquez (Figueres, Alt Empordà, 7 de setembre de 1976) és una actriu, cantant i model catalana, guanyadora de Miss Espanya 1995.

## Biografia
Amb 15 anys es va traslladar amb la seva família a Sòria. Després d'acabar els seus estudis secundaris, va començar a estudiar infermeria. Tres mesos després de començar la universitat, va guanyar el certamen de bellesa Miss Espanya 1995, representant a Sòria. Després de la seva coronació va deixar els seus estudis i es va centrar la seva carrera de model. Com a model, ha desfilat en nombroses ocasions per la Passarel·la Cibeles de Madrid i la Passarel·la Gaudí de Barcelona. També ha desfilat per a signatures com Dior i Chanel, entre moltes altres, a més de ser imatge publicitària per a diverses marques. Posteriorment, es va formar com a actriu en centres de Madrid, Nova York o París.
Al juliol de 2002 la revista Interviú va publicar unes fotos seves en topless en una platja d'Eivissa. María va demandar a la revista, reclamant 30.000 euros com a indemnització per intromissió en la seva intimitat. En una primera sentència al novembre de 2003, l'Audiència Provincial de Madrid obligava al Grup Zeta a pagar la indemnització, no obstant això, al juny de 2009 el Tribunal Suprem va revocar aquesta sentència, fallant finalment en favor d'Interviú.
Entre 2003 i 2004 va actuar en la telenovel·la Luna negra de TVE. En 2006 va participar en el concurs Mira quién baila! de TVE en la seva quarta edició. En 2008 va aparèixer en la sèrie Lalola d'Antena 3. En 2009 obté el premi a la millor actriu en el Festival de Corciano (Itàlia) pel curtmetratge Como si nada fuera. Actualment, destaca pel seu treball de nutricionista que realitza en establiments de Madrid i Barcelona. També col·labora des de 2010 com a solista en el grup de música francès Nouvelle Vague tant en enregistraments d'estudi com en directes.